# Кондратенко Андрій Павлович
Андрій Павлович Кондратенко (нар. 18 вересня 1898, село Брідок Полтавської губернії, тепер у складі села Говтва Козельщинського району Полтавської області — 10 жовтня 1989, місто Полтава) — український радянський і компартійний діяч. Депутат Верховної Ради Казахської РСР 1—2-го скликань, депутат Верховної Ради СРСР 3-го скликання, депутат Верховної Ради УРСР 4-го скликання. Член ЦК КП(б) Казахстану в 1949—1952 роках. Член ЦК КПУ в 1952—1954 роках. Член Ревізійної Комісії КПУ в 1956—1960 роках.

## Біографія
Народився в родині селянина-бідняка. У 1920 році закінчив Андріївське сільськогосподарське училище. У 1921 році закінчив Решетилівську професійно-технічну школу.
У 1921—1922 роках — агроном в селі Мачухи Полтавської губернії. У 1922—1925 роках — голова Голтвянського комітету незаможних селян, голова Голтвянської сільської ради Кременчуцького повіту.
Член ВКП(б) з 1925 року.
У 1925—1927 роках — секретар партійного осередку КП(б)У села Хорішки, секретар партійного осередку КП(б)У села Бреусівки, голова Бреусівської сільської ради Козельщинського району на Полтавщині.
У 1927—1929 роках — завідувач культурно-просвітнього відділу Краснокам'янського районного комітету КП(б)У Кременчуцького округу, завідувач культурно-просвітнього відділу Потоцького районного комітету КП(б)У Кременчуцького округу.
У 1929—1933 роках — 1-й секретар Кишеньківського районного комітету КП(б)У на Полтавщині (з 1932 року — Харківської області).
У 1933—1938 роках — заступник секретаря Атбасарського районного комітету ВКП(б) Карагандинської області, 2-й секретар Нуринського районного комітету ВКП(б) Карагандинської області, 1-й секретар Новочеркаського районного комітету КП(б) Казахстану Карагандинської області. У 1938 році — 1-й секретар Тельманського районного комітету КП(б) Казахстану Карагандинської області.
У 1938—1940 роках — начальник Карагандинського обласного земельного відділу.
У 1940—1944 роках — 2-й секретар Карагандинського обласного комітету КП(б)Казахстану. У 1944 році — заступник завідувача відділу радгоспів ЦК КП(б) Казахстану.
У 1944—1950 роках — 1-й секретар Талди-Курганського обласного комітету КП(б) Казахстану.
У січні 1950 — 23 листопада 1953 року — 1-й секретар Сумського обласного комітету КП(б)У. У 1953 році закінчив заочно Вищу партійну школу при ЦК КПРС.
У листопаді 1953 — 12 лютого 1959 роках — голова виконавчого комітету Сумської обласної Ради депутатів трудящих.
12 березня — 12 серпня 1959 року — в.о. заступника голови виконавчого комітету Полтавської обласної Ради депутатів трудящих. 12 серпня 1959 — 11 січня 1963 року — заступник голови виконавчого комітету Полтавської обласної Ради депутатів трудящих.
У 1963—1964 роках — голова партійної комісії Полтавського сільського обласного комітету КПУ. У 1964—1970 роках — на радянській роботі.
З 1970 року — персональний пенсіонер союзного значення в місті Полтаві.

## Нагороди
- орден Леніна
- три ордени Трудового Червоного Прапора
- орден Вітчизняної війни І ст.
- медаль «За доблесну працю у Великій Вітчизняній війні 1941—1945 рр.» (1945)
- медалі